# Montearagón
Montearagón – gmina w Hiszpanii, w prowincji Toledo, w Kastylii-La Mancha, o powierzchni 12,01 km². W 2011 roku gmina liczyła 555 mieszkańców.